# Maya Moore
Pour les articles homonymes, voir Moore.
Maya Moore est une joueuse américaine de basket-ball, évoluant au poste d’ailière, née le 11 juin 1989 à Jefferson City (Missouri), championne du monde 2010 et 2014 avec l'équipe nationale américaine. Elle est l'une des meilleures joueuses de l'histoire du basketball.
En 2006 et 2007, elle remporte le trophée Naismith Prep Player of the Year, puis en 2009 le John Wooden Award après une année invaincue avec les Huskies. Elle remporte le championnat WNBA en 2011, 2013, 2015 et 2017, ainsi que le titre de Meilleure joueuse de la saison WNBA 2014.
Engagée, elle interrompt sa carrière en 2018 pour faire annuler la condamnation, qu'elle estime injuste, d'un homme à une longue peine de prison. Une fois libéré, elle l'épouse et se retire du jeu.

## Biographie

### Lycée
Dans son année junior en 2005-2006, elle remporte le Naismith Prep Player of the Year après avoir conduit Collins Hill High School au titre national de Géorgie.. Elle est la seule junior à avoir gagné cette récompense, performance qu'elle renouvelle en senior. Elle remporte trois fois le championnat de Géorgie ainsi que le titre national en 2007, et quatre fois le titre national AAU avec les Georgia Metros. Elle réussit son premier dunk public lors d'un échauffement en décembre 2005 à l'âge de 16 ans
En 2007, elle devient le leader historique en points et rebonds de son lycée, où elle présente un bilan de 125 victoires - 3 défaites en 4 ans, avec trois titres de l'État. Elle reçoit un second Naismith Prep Female Player of the Year en 2007 et est nommée Women's Basketball Coaches Association (WBCA) All-American. Elle participe au WBCA High School All-America Game, où elle marque 25 points et est désignée MVP de son équipe.

## Université du Connecticut
Jeune, elle porte le numéro 30 puis le 32, mais une de ses équipières sophomore des Huskies du Connecticut portant déjà le 32, elle adopte le 23, connu pour avoir été porté par Michael Jordan puis LeBron James. Elle obtient pour sa première année NCAA un bilan de 36-2, qui est le meilleur depuis leur Final Four de 2004. Elle mène son équipe à la marque avec 17,8 points et 42 % d'adresse à 3 points. Elle n'est devancée que par Candace Parker dans le vote de la joueuse de l'année par Associated Press. Seconde rebondeuse avec 7,6 prises par rencontre et contreuse (1,6), elle est la première freshman hommes ou femmes, désignée Big East Player of the Year, titre qu'elle remporte de nouveau comme sophomore.
La saison suivante, Moore mène l'équipe aux points et aux interceptions et fait jeu égal avec Tina Charles aux rebonds dans une saison de 39 victoires sans défaite.
Pour sa saison juniore, la domination des Huskies devient écrasante avec une seconde saison sans défaite. Le 7 mars 2010, elle marque face à Syracuse son 2 000e point, première joueuse d'UConn à réussir cet exploit dans son année juniore.

« Working hard and playing good team basketball, respecting the game and trying to bring it as much honor as we can is a beautiful thing. [Travailler dur et jouer un bon basket collectif, respecter le jeu et tenter de lui de lui apporter tout l'honneur possible est une belle chose] »

— Maya Moore
Elle est l'objet d'un reportage sur ESPN Sports qui analyse ses remarquables qualités de détente, de vision du jeu et la rapidité de son geste pour voler la balle.

## WNBA
Maya Moore est sans surprise le premier choix de la draft WNBA 2011 et rejoint le Lynx du Minnesota. Si elle ne réalise peu de coups d'éclats, étant même devancée comme rookie (débutante, aussi appelé recrue) du mois de juin par Danielle Adams, le Lynx est alors non seulement en voie d'atteindre les play-offs, qu'ils n'ont plus disputé depuis la saison 2004, mais affichent fin juillet le meilleur bilan de la WNBA avec 13 victoires pour seulement 4 défaites[réf. souhaitée]. Si ses 13,6 points sont très corrects (26e de la ligue), elle est devancée à la marque par ses coéquipières Seimone Augustus et Lindsay Whalen et n'est que 41e dernière les deux pré-citées ainsi que Rebekkah Brunson et Taj McWilliams-Franklin avec une adresse assez moyenne de 41,2 % aux tirs. Cependant, elle est 20e passeuse (3,06), 11e au rapport passes sur balles perdues (1,93), témoignant d'une influence sur le jeu dépassant le simple scoring. Avec ses 21 379 votes pour le All-Star Game 2011, elle est la première rookie sélectionnée dans le cinq de départ depuis Sue Bird et Tamika Catchings en 2002.

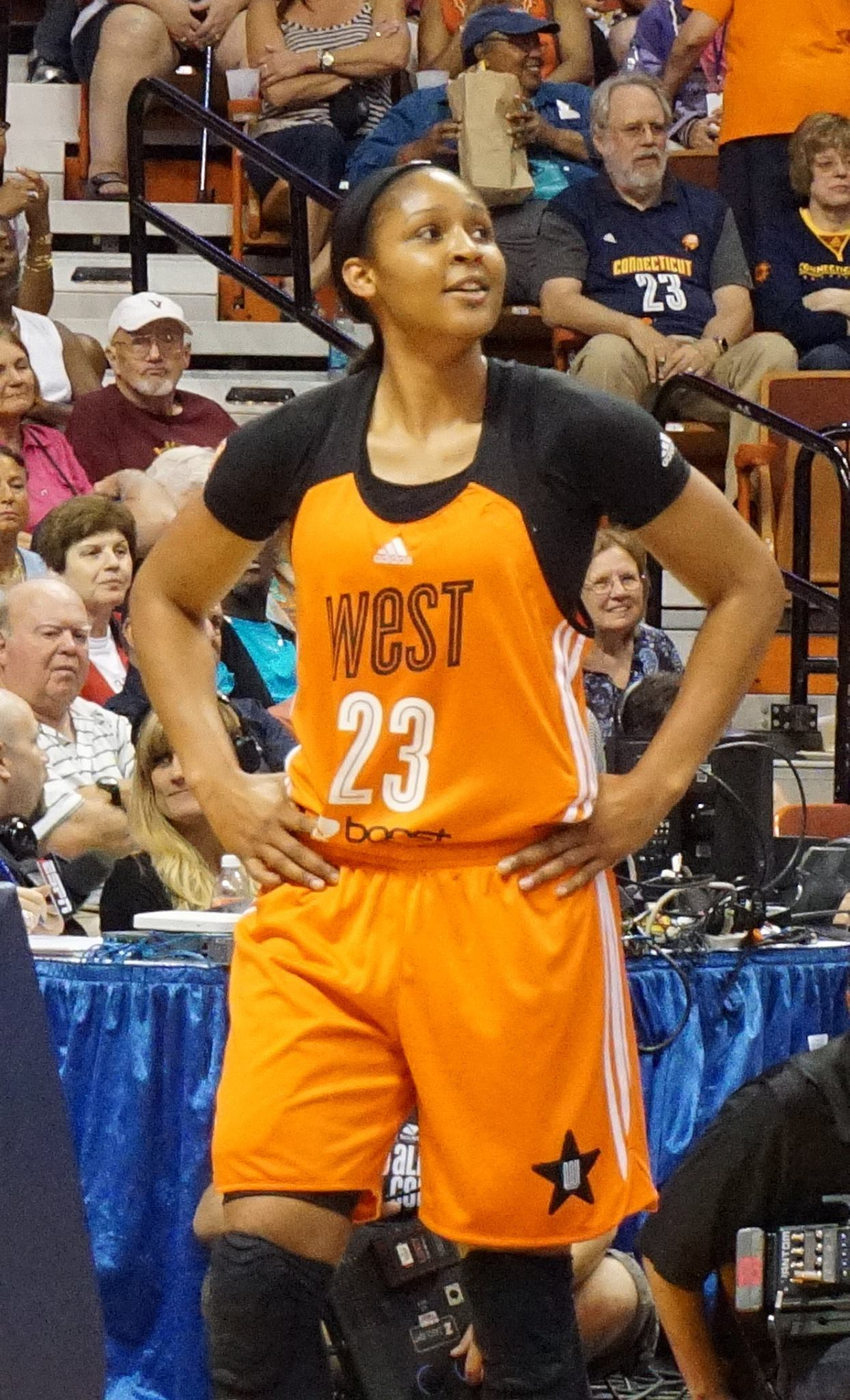
Maya Moore au All-Star game WNBA 2015.

Sa popularité lui permet de devenir le 18 mai 2011 la première joueuse à signer un contrat avec Jordan Brand, la société de Michael Jordan.
Après le titre de rookie du mois de juillet, elle obtient de nouveau ce titre lors du mois suivant. À l'issue de la phase régulière, elle est désignée WNBA Rookie of the Year ce qui la conduit naturellement à figurer dans la WNBA All-Rookie First Team, premier cinq des débutantes de la ligue. Ses statistiques sur cette première saison régulière sont de 13,2 points, 4,6 rebonds, 2,6 passes, 1,4 interception en 28 minutes. Le Lynx termine avec le meilleur bilan de la ligue avec 27 victoires et 7 défaites. Ils affrontent ainsi au premier tour des play-offs les Silver Stars de San Antonio. Le Lynx remporte par trois victoires à zéro le championnat WNBA 2011.
Selon l'assistant coach du Lynx Jim Petersen : « Parfois quand elle est un mode "voyou", elle a un haut niveau de jeu. Le reste du temps, [la coach] Cheryl [reeve] l'engueule. Je n'ai jamais vu un grand joueur se faire hurler dessus autant que Maya. Elle l'accepte. Elle a cette rare capacité après une mauvaise action (faute, tiré manqué ou autre) de passer outre et de se remettre tout de suite dans le jeu. »
Elle est finaliste de la saison WNBA 2012 remportée par le Fever de l'Indiana.
Avant son retour en WNBA, elle passe trois semaines avec Kara Lawson pour changer son mode d'alimentation en éliminant les produits laitiers et les sucres transformés.
Le Lynx remporte une seconde finale en 2013. Maya Moore est élue MVP des finales. Le 7 juillet, elle atteint la barre des 40 points pour la 3e fois de sa carrière, mais elle ne peut empêcher la défaite 93 à 89 des siennes face au Sun du Connecticut, le quatrième revers de la saison.
Lors de la saison WNBA 2014, elle établit un nouveau record personnel de 38 points (et 13 rebonds) lors d'une victoire 94 à 93 face au Shock de Tulsa. Elle devient la première joueuse de la ligue à réussir plus de quatre matches consécutifs à 30 points ou plus. Sélectionnée dans le cinq de départ du WNBA All-Star Game 2014. Le 22 juillet 2014, elle inscrit 48 points lors d'une rencontre remportée en double prolongation perdue face au Dream, établissant la seconde meilleure marque derrière les 51 points de Riquna Williams. Cette performance contribue à ce qu'elle soit honorée pour la troisième fois de rang joueuse de la semaine. Le 2 août, face au Shock de Tulsa, elle marque 40 points pour emporter la victoire en marquant 13 des 15 derniers points de son équipe dans les cinq dernières minutes de la rencontre. Après ses 48 points en juillet, elle fait partie du cercle très restreint - composé des seules Katie Smith (en 2001) et Diana Taurasi (en 2006) -
des joueuses à avoir atteint la barre des 40 points à deux reprises au cours d'une même saison. À cette occasion, elle atteint pour la 11e fois la barre des 30 points, ce qui est un record absolu après les 10 de Diana Taurasi en 2008. Suite logique de cette accumulation de performances, elle est élue le 4 août meilleure joueuse de la semaine pour la quatrième fois de rang (la cinquième de la saison), surpassant la série de trois nominations consécutives établie par Deanna Nolan avec le Shock de Détroit en 2009. Très logiquement, elle est élue joueuse du mois de juillet de la Conférence Ouest, sa seconde nomination de la saison 2014, la quatrième sur les cinq derniers mois de compétition en incluant la fin de la saison 2013. Lors de la quatrième et dernière rencontre de la saison face au Mercury, elle marque 30 points pour la 12e fois de la saison mais ne peut empêcher la défaite du Lynx 82 à 80. Elle remporte le titre de Meilleure joueuse de la saison WNBA 2014 avec une moyenne de 23,9 points par rencontre qui est la troisième plus élevée de l’histoire de la ligue après les 25,3 et 24,1 unités de Diana Taurasi en 2006 puis 2008. En quatre saisons avec Maya Moore, Minnesota se qualifie quatre fois pour les finales de conférence, trois fois pour les finales et remporte deux titres. Chacune de ces quatre saisons, le Lynx remporte au moins 25 victoires en saison régulière, première franchise à réaliser cette performance dans l'histoire de la WNBA, ce qui conduit la franchise à renouveler le contrat de sa star.
Elle est élue meilleure joueuse de la semaine du 7 au 13 juillet (1 victoire-1 défaite) pour la première fois de la saison WNBA 2015 et la 11e fois de sa carrière avec 24,5 points (1re de la conférence), 9,5 rebonds (3e), 4,5 passes décisives (3e), 1,5 contre (4e). Elle reçoit le même honneur la semaine suivante après 3 victoires pour un bilan du Lynx de 12-3 qui met la franchise en tête de la conférence Ouest. Sur cette semaine, elle est meilleure scoreuse de la ligue et (29,0) et deuxième de la conférence aux passes décisives (4,7). Lors de la victoire 79-72 face au Shock de Tulsa, elle inscrit 32 points (ainsi que 10 rebonds, 5 passes décisives, et 2 interceptions) dont 30 dans la seconde période, record de la franchise pour une seconde période. Elle devient la dixième joueuse de WNBA à inscrire au moins 30 points, 10 rebonds et 5 passes dans une rencontre. Sélectionnée pour la quatrième fois dans le cinq de départ lors du WNBA All-Star Game 2015, elle y bat le record de points inscrit avec 30 unités en 20 minutes et une élection comme meilleure joueuse de la rencontre. Joueuse de la semaine de sa conférence pour la troisième semaine consécutive (14e fois au total) avec 3 victoires pour 1 défaite, elle est la meilleure marqueuse, cinquième aux passes décisives et sixième aux rebonds de sa conférence (23,3 points, 3,8 passes décisives et 7,3 rebonds) avec notamment 27 points, 7 rebonds, 3 interceptions et 2 passes décisives face aux Sparks qui venaient de retrouver leur star Candace Parker. Elle est assez logiquement élue meilleure joueuse du mois de juillet 2015. Mi-août, elle est nommée joueuse de la semaine pour la quatrième fois de la saison après avoir réalisé deux sorties à 32 puis 36 points assurant la victoire au Lynx avant un revers, tout en étant toujours très complète dans les autres catégories statistiques.
Dans la seconde manche de la finale de conférence, elle porte son record de points en play-offs à 40 points pour éliminer Phoenix et emmener Minnesota à ses quatrièmes finales WNBA en cinq ans. Alors que les deux équipes sont à égalité à 1,7 seconde de la fin de la troisième manche, elle inscrit le 3e buzzer beater de l'histoire des Finales WNBA, son premier à titre personnel depuis le championnat AAU,,. Elle remporte en 2015 son troisième titre avec le Lynx qui bat le Fever de l'Indiana 3 manches à 2.
Elle est la première joueuse nommée joueuse de la semaine de sa conférence de la saison WNBA 2016 pour la 15e fois de sa carrière. Elle décroche dans la foulée le titre de joueuse du mois de mai, distinction qu'elle est la première à obtenir pour la septième fois. Ses 22,3 points par rencontre ont permis au Lynx d'aligner six victoires. Moore est également seconde meilleure passeuse de la conférence ouest avec (5,3), 6e meilleure adresse aux tirs (54,4 %) et aux contres (1,0) et 7e à l'adresse aux tirs à trois points (40,9 %). Elle remporte également le titre de meilleure joueuse de la troisième semaine avec cette semaine 19 points, 4,5 passes décisives, le Lynx étant alors invaincu en sept rencontres. Le 10 juillet, elle est nommée pour la 3e fois de la saison et la 17e de sa carrière joueuse de la semaine avec un bilan de 2 victoires pour 1 défaite (16-4 sur la saison) en menant la WNBA au scoring (28,3 points par rencontre) sur la semaine, tout en 8e de la conférence aux rebonds (6,3) et 8e aux passes décisives (3,3). Elle est élue joueuse du mois de septembre de la Conférence Ouest, son deuxième honneur de la saison et le huitième de sa carrière, mais c'est la joueuse des Sparks de Los Angeles Nneka Ogwumike, également deux fois récompensée qui remporte le titre de meilleure joueuse de la saison régulière. Minnesota se qualifie de nouveau pour les Finales WNBA. Menés 2 à 1 par les Sparks à Los Angeles, le Lynx réussit à égaliser avec une performance de Maya Moore : 31 points à 9 tirs réussis sur 17, 9 rebonds, 5 passes décisives, 3 contres et 2 interceptions. Le Lynx est battu d'un point lors de la dernière manche par les Sparks de Los Angeles et Maya Moore décide, comme Lindsay Whalen, et pour la première fois de sa carrière de faire l'impasse sur une saison hivernale à l'étranger.
Le 9 juillet 2016, après les meurtres de Philando Castle et Alton Sterling par la police, Maya Moore est des joueuses du Lynx, avec Rebekkah Brunson, Seimone Augustus et Lindsay Whalen qui portent à l'échauffement les maillors "Change starts with us" et "Justice & accountability" sur l'avant, ainsi qu'au dos les noms de Castile et Sterling ainsi que le slogan "Black Lives Matter, ce qui est une première dans le sport américain. Brunson estime qu'« ensemble, du point de vue de l'équipe, je pense qu' nous que nous avons donné le ton les équipes suivantes ».
Le début de la saison 2017 est un peu plus compliqué pour Moore puisqu'elle tourne à 15,7 points par match jusqu'au mois de juillet, ce qui est sa plus faible moyenne de points depuis sa saison rookie en 2011 (13,2 points par match). Le scoring étant laissé à Sylvia Fowles. Moore reste néanmoins performante dans tous les autres compartiments du jeu et mène le Lynx à une première moitié de saison exceptionnelle avant le All-Star Break (16-2) avec six matchs à 20 points ou plus lors de ses dix derniers matchs. Au mois de juillet, elle est élue par les fans, les médias et les joueuses WNBA dans le cinq majeur de l'équipe de l'Ouest au WNBA All-Star Game qui a lieu le 22 juillet à Seattle en compagnie de trois de ses coéquipières du Lynx (Sylvia Fowles, Seimone Augustus et  Rebekkah Brunson qui remplace Brittney Griner, blessée). Lors du match des étoiles, Moore marque 23 points, prend 3 rebonds et fait 3 passes décisives plus une interception et un contre pour mener l'Ouest vers une victoire 130-121 contre une équipe de l'Est qui n'a pas démérité. Cette performance lui vaut de gagner le trophée de MVP du All-Star Game pour la deuxième fois de suite après celui de 2015.
Le Lynx remporte les Finales WNBA 2017 par trois victoires à deux contre les Sparks de Los Angeles, ce qui permet au club du Minnesota d'égaler le record des quatre titres des Comets de Houston. Elle est récompensée du trophée de sportive de l'année par Sports Illustrated.
Le 25 juin 2018, elle est nommée meilleure joueuse de la semaine de la Conférence Ouest pour la 18e fois de sa carrière, période durant laquelle le Lynx obtient trois succès. Sur cette période, elle est la meilleure marqueuse de la conférence (23,0) et sixième aux passes décisives (4,3). Elle en fait de même la semaine suivante au cours de laquelle le Lynx remporte de nouveau trois victoires portant son total à succès consécutifs. Sur cette période, elle mène la WNBA pour la marque avec une moyenne de 27,3 points avec une adresse de 53,4 %, tout en étant 10e aux rebonds (5,7). En juillet 2018, vingt ans après Chamique Holdsclaw, Maya Moore est la seconde joueuse à faire la une du magazine américain de basket-ball Slam. Lors du WNBA All-Star Game 2018, Maya Moore (18 points dont 9 dans les dernières minutes, 8 rebonds et 6 passes décisives) est désignée meilleure joueuse de la rencontre, son troisième titre consécutif de MVP du WNBA All-Star Game. Seul Lisa Leslie avait remporté trois fois cet honneur, mais pas de manière continue. Avec un total de 119 points en carrière, Maya Moore bat le record de points détenu jusque-là par Tamika Catchings. Le 13 août, elle est nommée meilleure joueuse de la semaine pour la troisième fois de la saison, la vingtième de sa carrière. Sur cette période, le Lynx enregistre deux victoires en trois rencontres. Sur la période, elle mène la conférence aux interceptions (3 ballons volés par match) et au scoring avec 25,7 points à 56 % de réussite (3e de la conférence), auxquels elle ajoute 5,7 rebonds. 
Elle est élue dans le second meilleur cinq de la WNBA.
Elle annonce alors faire une pause dans sa carrière pour se consacrer à un combat social, mais ne revient pas en WNBA après l'avoir remporté. Elle annonce officiellement sa retraite en janvier 2023.

## Étranger

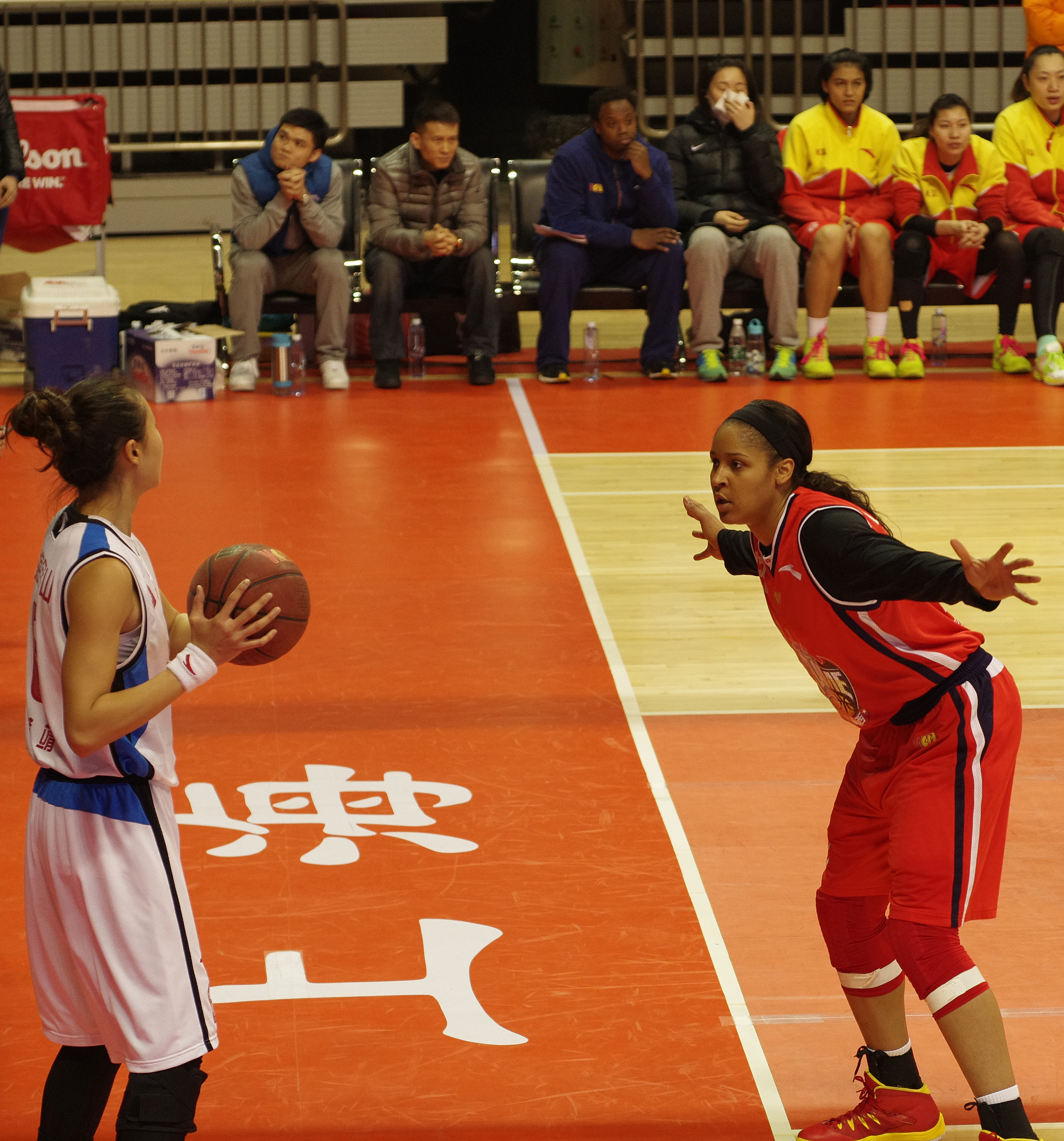
En Chine.

En 2011-2012, elle signe à Ros Casares Valence mais ne commence la saison qu'en janvier 2012,. Son équipe remporte l'Euroligue. Ses statistiques sont de 12,7 points, 6,2 rebonds et 2,6 passes décisives.
En 2012, elle rejoint la Ligue chinoise au Shanxi Xing Rui Flame, où signe également l'entraîneur espagnol Lucas Mondelo. Début novembre, elle signe une marque à 60 points (19 tirs sur 43, 13 lancers francs sur 17, 13 rebonds, 6 contres, 5 interceptions), lors d'une victoire en prolongation 88-93 de son équipe face à Yunnan. Son club remporte son premier titre 3 victoires à 1 contre Zhejiang, avec la contribution décisive de Maya Moore qui termine la saison sur des moyennes de 37,3 points, 8,6 rebonds et 4,3 passes décisives par rencontre.
En 2015, elle remporte son troisième titre de championne de Chine face à l'équipe de Beijing Great Wall Brittney Griner, la même équipe battue en finale en 2014 cette fois avec Liz Cambage. Après trois titres consécutifs, Maya Moore confirme durant l'été sa dernière année de contrat avec Shanxi en option, moyennant une revalorisation salariale. En 2016, son équipe n'atteint pas les finales mais elle est désignée meilleure arrière du championnat.
Après la saison WNBA 2017, elle choisit de se reposer avant de reprendre la compétition en Europe début janvier avec le club russe d'UMMC Iekaterinbourg où elle remplace Diana Taurasi et aligne des moyennes de 22 points et 7,5 rebonds par rencontre d'Euroligue. Elle y remporte son second titre de l'Euroligue.

## Équipe nationale

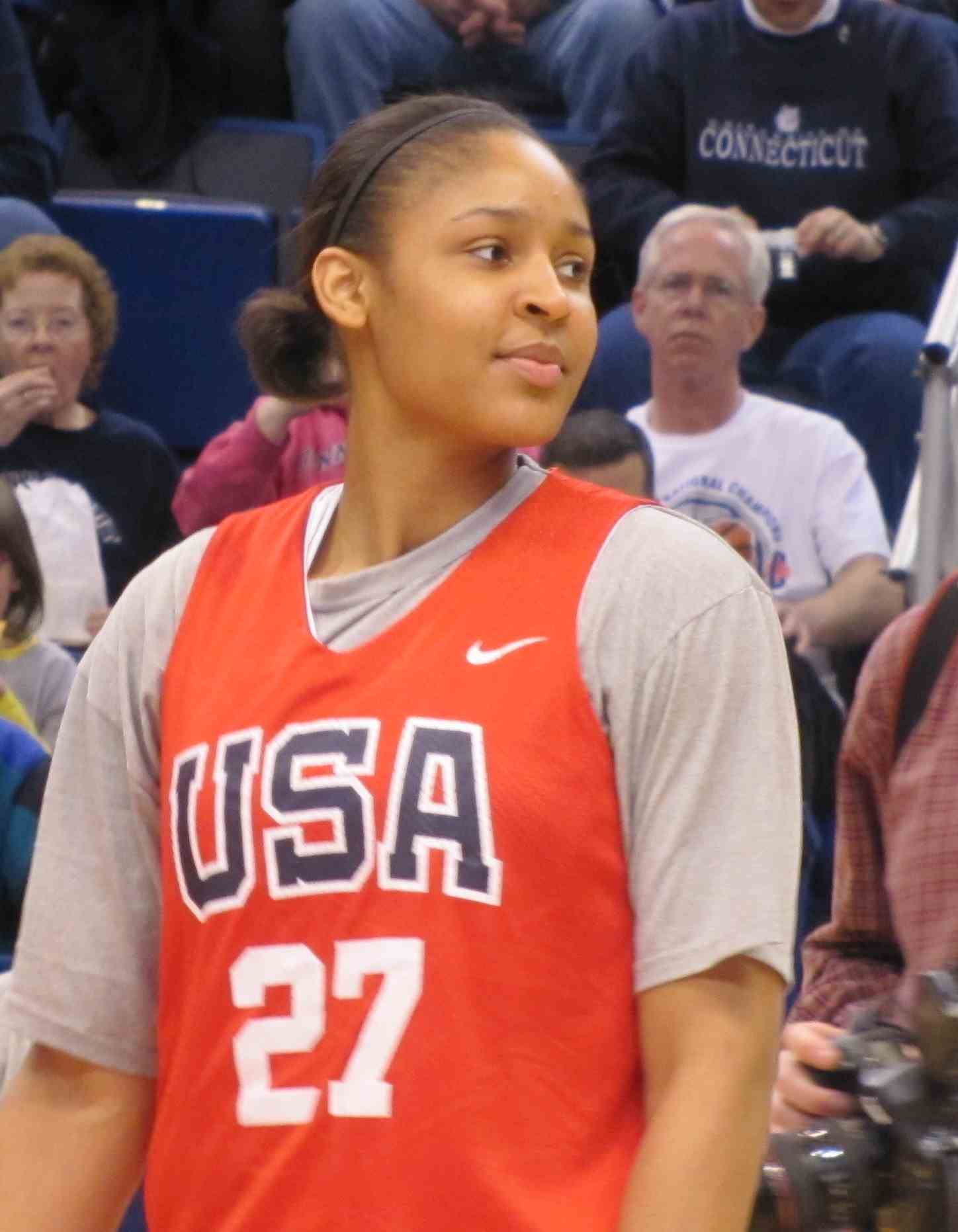
Avec USA Basketball en 2010.

Maya Moore est invitée au rassemblement de l'équipe nationale à l'automne 2009, seule juniore des trois universitaires conviées parmi les vingt joueuses, qui dispute un tournoi en Russie à Iekaterinbourg. Elle participe à la préparation avant la saison WNBA 2010, sous la direction de l'entraîneur national Geno Auriemma, qui est aussi le sien à UConn. Dans les deux premières rencontres informelles de 10 minutes, elle contribue à la victoire de l'équipe nationale. Puis passant à la Select team (sélection challenger), elle l'emporte de nouveau réussissant la passe donnant l'avantage à sa formation, une interception suivie du tir final victorieux.
Bien qu'encore universitaire, elle dispute la rencontre The Stars at the Sun en 2010 avec USA Basketball, face à une sélection d'autres joueuses de la Ligue. Elle est la seule universitaire sélectionnée dans l'équipe disputant le Mondial 2010 en République tchèque. Elle réalise une moyenne de 8,7 points, 3,3 rebonds et 2,1 passes pour aider son équipe à rester invaincue et remporter le titre mondial.
Elle figure dans la présélection américaine au championnat du monde 2014 puis est retenue dans la sélection finale. Elle est élue meilleure joueuse du tournoi, remporté par l'équipe américaine.
Elle fait partie des douze sélectionnées pour le tournoi olympique de 2016 qui remporte le tournoi olympique.

## Vie privée
Son père Mike Dabney est un arrière de l'Université Rutgers qui a disputé le Final four NCAA 1976, et sa mère Kathryn Moore, qui a soutenu dès son enfance son esprit de compétition et dont elle est restée très proche une fois professionnelle. Elle définit son identité en premier lieu comme chrétienne
En 2018, elle s'engage avec le basketteur Jerry Stackhouse dans l'initiative Win With Justice, qui a pour objet de sensibiliser à l’iniquité du système judiciaire et de contribuer à sa réforme, admettant que son regard sur cette question avait évolué : « Ma perception a changé. Je pensais que si quelqu'un était en prison, c'est qu'il y avait une justification. Il est supposé il y en avoir, mais il y a en fait de multiples facteurs et ce n'est pas si simple ». Après deux années où elle met sa carrière entre parenthèses, elle parvient à faire annuler en juillet 2020 la condamnation sans preuve à 50 ans de prison prise en 1998 contre un homme accusé d'un vol à main armée,. En septembre 2020, elle épouse l'ancien détenu qu'elle a fait libérer, Jonathan Irons. Le 5 juillet 2022, Maya Moore annonce être devenue maman d’un fils conçu avec son mari Jonathan Irons.

## Titres et distinctions personnelles
Son maillot et le no 23 sont retirés par le Lynx le 24 août 2024, en présence de ses anciennes coéquipières Rebekkah Brunson, Lindsay Whalen, Sylvia Fowles et Seimone Augustus.

### Lycée
- Quatre fois championne AAU avec les Georgia Metros[4]
- WBCA All-American[8]
- WBCA High School Game MVP (Red team)[10]
- Joueuse de l'année Georgia 5A (2005, 2006, 2007[4])
- Championne de Géorgie(2005, 2006, 2007[4])
- Naismith National Girls' High School Player of the Year (2006, 2007[4])
- Miss Georgia Basketball (2007[4])

### 2008
- Moore bat le record de points d'une freshman (678) détenu par Svetlana Abrossimova, avec 538 points en 1997-98
- Big East Player of the Year, première freshman hommes ou femmes à remporter ce titre
- Maya Moore bat le record de points d'UConn sur une saison avec 712 points[96]
- Big East Player of the Year
- USBWA National Freshman of the Year by the United States Basketball Writers Association[97]
- Associated Press All America First Team
- State Farm Coaches’ All-America Team

### 2009

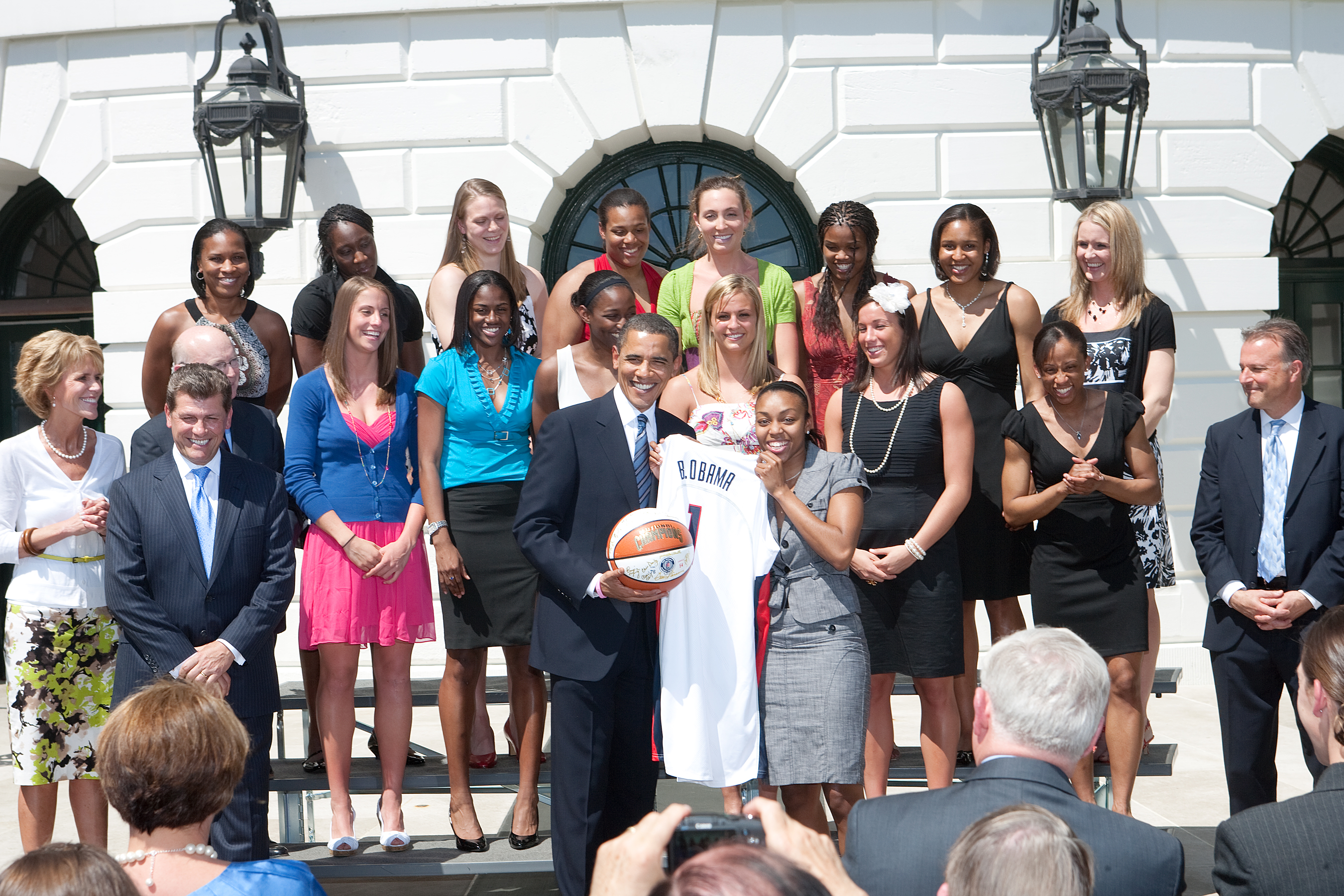
Maya Moore (en haut, seconde à partir de la droite) à la Maison-Blanche avec l'équipe championne 2009.

- Maya Moore bat de nouveau le record de points d'UConn sur une saison avec 754 points[98]
- Score son 1000e point le 20 janvier 2009 (pour son 55e match), réussissant 40 points contre l'Orange de Syracuse. Svetlana Abrossimova l'avait fait pour son 63e match.
- Big East Player of the Year
- Big East Tournament Most Outstanding Performer
- CoSIDA/ESPN Academic All-America First Team[99]
- USBWA National Player of the Year par la United States Basketball Writers Association[97]
- Associated Press All-America first team[100]
- Women's NCAA Final Four All-Tournament Team[101]
- The State Farm Wade Trophy Player of the Year (2009 Division 1)
- State Farm Coaches’ All-America Team
- Naismith Trophy[102]
- Women's John R. Wooden Award
- ESPY for Best Female College Athlete[103]
- Championnat NCAA 2009

### 2010
- All-Big East First Team (unanime)[104]

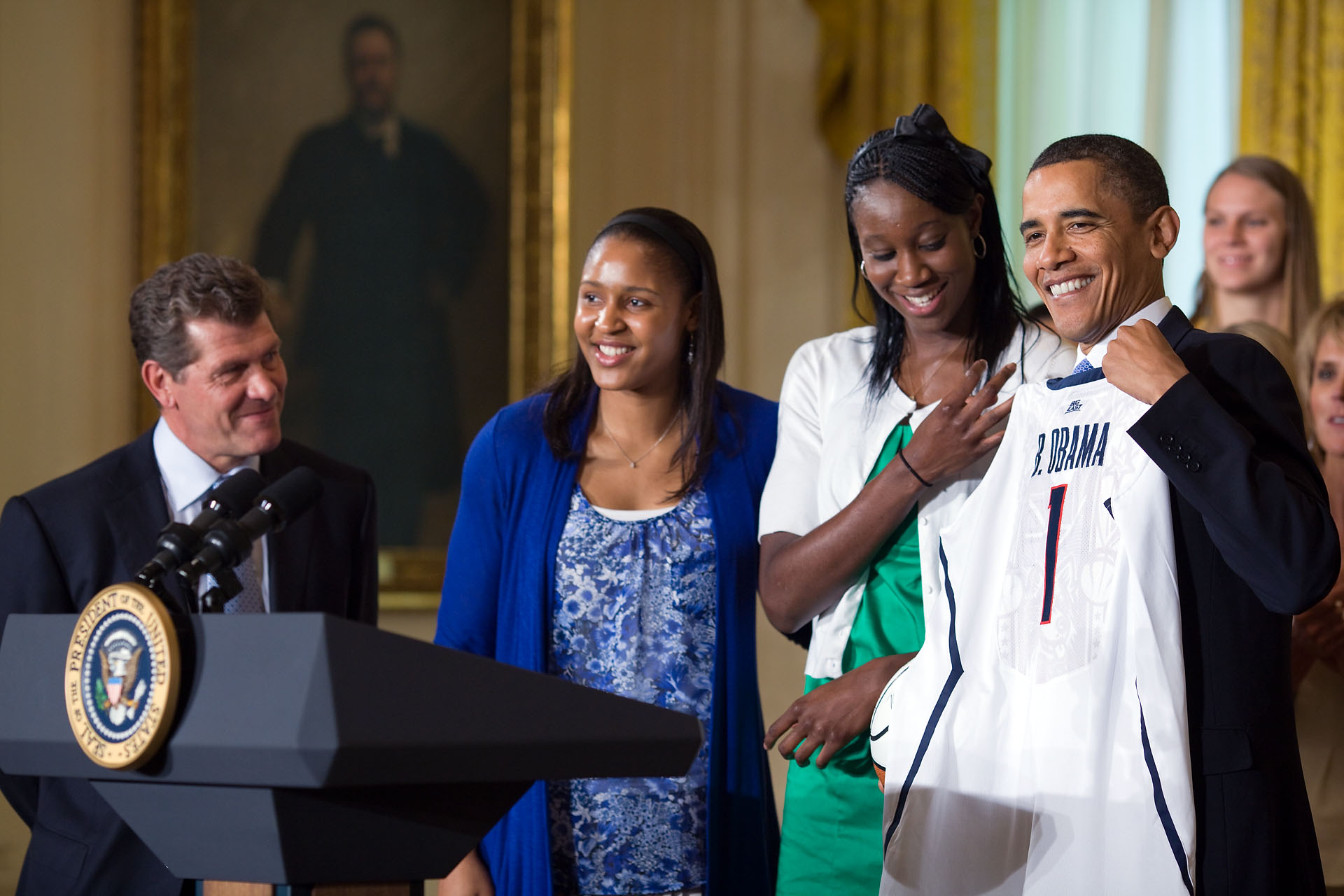
Avec Tina Charles et Barack Obama à la Maison Blanche pour le titre 2010.

- En 2009-10 avec 736 points, elle approche son propre record, portant son total à 2 168 points à seulement 178 des 2 346 points de Tina Charles, avant son année seniore.
- Big East Scholar-Athlete of the Year[105]
- Academic All-America of the Year[106]
- Associated Press All-America First Team[107]
- State Farm Coaches' All-America Team[108]
- State Farm Wade Trophy Player of the Year[109]
- Most Outstanding Player du NCAA Final Four[110]
- Co-vainqueure de la Honda-Broderick Cup (avec Megan Hodge de Penn State), recompensant l'athlète universitaire (en basket et tous sports confondus) de l'année, qui inclut des critères sportifs, scolaires et humains[111],[112]
- Athlète universitaire de l'année 2010 ESPY Award[113]
- Invitée au match organisé par le président Barack Obama pour les soldats blessés avec LeBron James, Dwyane Wade, Carmelo Anthony, Bill Russell ou Magic Johnson[114],[115]
- Record de 41 points, avec de plus 10 rebonds, 3 passes, 3 contres et 1 interception pour la 89e victoire consécutive d'UConn le 21 décembre 2010 contre Florida State.
- Championnat NCAA 2010

### 2011

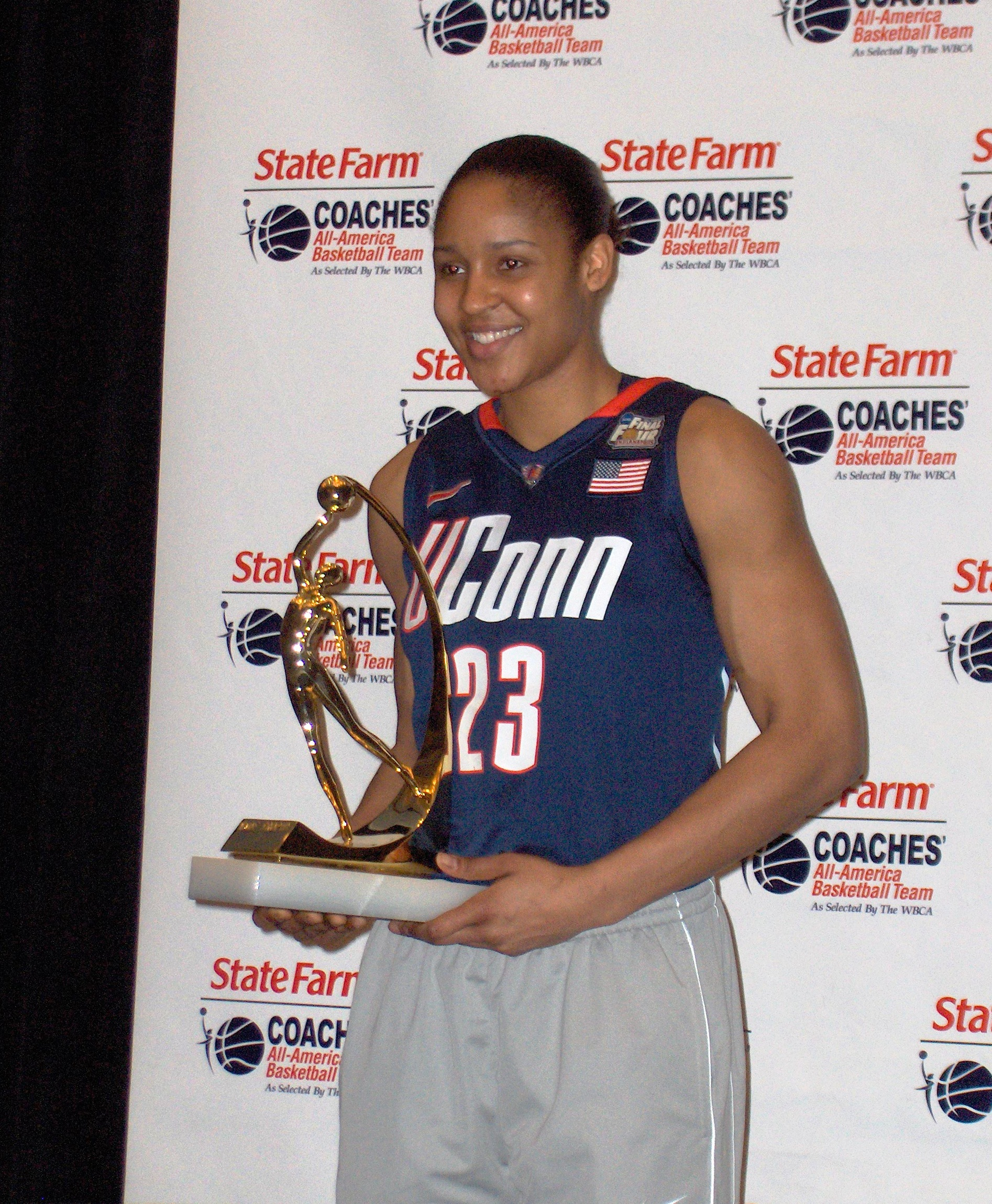
Réception du Wade Trophy 2011.

- Record des points inscrits en carrière par une joueuse des Huskies avec 3 036 points
- Honda Sports Award, basketball[116]
- Elite 88 Award, Division I women's basketball[117]
- AP All-America First Team[118]
- All-Big East First Team[119]
- Big East Player of the Year[120]
- Wade Trophy Player of the Year, seule joueuse à le remporter pour la 3e fois[121]
- Lowe's Senior CLASS Award[122]
- Honda-Broderick Cup[123]
- ESPY for Best Female College Athlete
- Une de deux seules joueuses de l'histoire de la NCAA élue quatre fois All-American[124]
- Capitaine de UConn pour une série record de 90 victoires consécutives[124]
- Meilleur bilan sur le cursus avec 150 victoires pour 4 défaites, record hommes et femmes confondus[124]
- Premier choix de la draft WNBA 2011

### Professionnelle
- Vainqueure de l'Euroligue 2012[125] et 2018[126].
- Championne d'Espagne 2012[4]

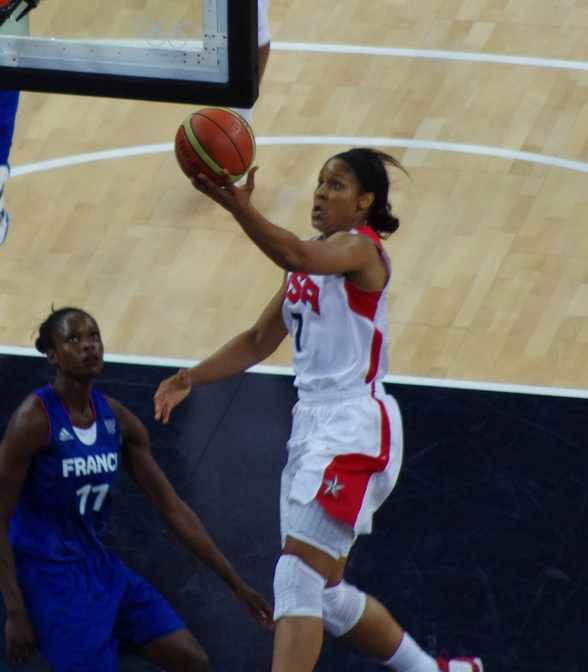
En finale olympique à Londres en 2012.

- Championne de Chine 2013, 2014, 2015[4]
- Rookie de l'année de la saison 2011[127]
- Championne WNBA 2011, 2013[4], 2015[51] et 2017[62].
- Sélection aux WNBA All-Star Game 2011, 2013, 2014 et 2015[128], 2017 et 2018[129]
- MVP du WNBA All-Star Game 2015[43], 2017[130] et 2018[67].
- Meilleure joueuse des Finales WNBA 2013[28]
- Meilleure joueuse de la saison WNBA 2014[3]
- Sélection des meilleures joueuses des 20 ans de la WNBA[131]
- Second cinq défensif de la WNBA 2014, 2017[132].
- Meilleur cinq de la WNBA (2013, 2014, 2015, 2016[133], 2017[134])
- Second meilleur cinq de la WNBA (2012[133], 2018[69])
- Meilleure joueuse de la Coupe du Monde de Basket-Ball 2014

### Équipe nationale
- au Tournoi juniors des Amériques U18[135] avec 9,5 pts 5,5 rebonds et 2,2 passes[84] en 2006
- au Mondial juniors U19[136] avec 16,3pts 6,4 rebonds et 2,3 passes[84] en 2007
- au Mondial universitaires[124] en 2009
- Sélection USA pour de la rencontre The Stars at the Sun en 2010[137]
- Médaille d'or aux Jeux olympiques de 2012
- Médaille d’or des championnats du monde 2010 et 2014
- Médaille d'or aux Jeux olympiques de 2016 à Rio de Janeiro[138]

## Statistiques universitaires

### Statistiques au lycée
| Saison   | Match | Points | Reb  | Int |
| -------- | ----- | ------ | ---- | --- |
| 2004-05  | 32    | 17,4   | 8,6  | 2,8 |
| 2005-06  | 32    | 23,2   | 11,3 | 5,4 |
| Carrière | 128   | 19,3   | 8,6  | 3,5 |

### Statistiques à l'Université du Connecticut
| saison   | Match | Min   | 2pts (%) | 2pts (%) | 2pts (%) | 3pts (%) | 3pts (%) | 3pts (%) | LF (%)  | LF (%) | LF (%) | Rebonds | Rebonds | Pd  | Int | C   | BP  | Points | Points |
| saison   | Match | Min   | Réussis  | Tentés   | %        | Réussis  | Tentés   | %        | Réussis | Tentés | %      | Tol     | %       | Pd  | Int | C   | BP  | T      | Moy.   |
| -------- | ----- | ----- | -------- | -------- | -------- | -------- | -------- | -------- | ------- | ------ | ------ | ------- | ------- | --- | --- | --- | --- | ------ | ------ |
| 2007-08  | 38    | 1 121 | 275      | 506      | 54,3     | 73       | 174      | 42,0     | 55      | 74     | 74,3   | 290     | 7,6     | 116 | 63  | 59  | 80  | 678    | 17,8   |
| 2008-09  | 39    | 1 209 | 284      | 545      | 52,1     | 90       | 226      | 39,8     | 96      | 123    | 78,0   | 348     | 8,9     | 127 | 76  | 59  | 61  | 754    | 19,3   |
| 2009-10  | 39    | 1 098 | 279      | 542      | 51,5     | 80       | 192      | 41,7     | 98      | 124    | 79,0   | 325     | 8,3     | 150 | 82  | 40  | 75  | 736    | 18,9   |
| 2010-11  | 38    | 1 255 | 333      | 636      | 52,4     | 68       | 177      | 38,4     | 134     | 159    | 84,3   | 313     | 8,2     | 151 | 89  | 46  | 85  | 868    | 22,8   |
| Carrière | 154   | 4 683 | 1 171    | 2 229    | 52,5     | 311      | 769      | 40,4     | 383     | 480    | 79,8   | 1 276   | 8,3     | 544 | 310 | 204 | 301 | 3 036  | 19,7   |